# Xdelta
xdelta — це вільна програма, що працює з командного рядка для отримання різниці між двома файлами. Її призначення таке ж, як у програм diff та patch, але xdelta працює і з двійковими (не текстовими) файлами. 
Також, на відміну від diff, результат порівняння файлів не зручний для прочитання людиною.
Вперше випущена в 1997 році , первісний алгоритм базувався на алгоритмі rsync, вперше розробленому Ендрю Тріджелом. Програму розробив і понині підтримує Джошуа Макдональд. 
Нове покоління програми xdelta3 надає кілька унікальних можливостей. Результат порівняння представляється у вигляді стандартного формату VCDIFF, що дозволяє використовувати її спільно з іншими програмами, що підтримують цей стандарт. Програма виконується на системах UNIX, Linux, BSD і Microsoft Windows. xdelta3 ефективно  підтримує файли розміром до 264 байтів, що робить її незамінним засобом для створення інкрементальних резервних копій великих файлів.